# Карл Боні (льотчик)
Карл Боні (нім. Karl Bohny) — німецький льотчик-ас, лейтенант Імперської армії.

## Біографія
Учасник Першої світової війни. З початку 1917 року служив у 5-й винищувальній ескадрильї. Згодом переведений у Kest 7, де 17 серпня збив два аеростати. 18 січня 1918 року дістав призначення в 17-ту винищувальну ескадрилью, де воював до кінця війни. Всього за час бойових дій здобув вісім перемог.